# کلود روا
کلود روا (۲۸ اوت ۱۹۱۵–۱۳ دسامبر ۱۹۹۷) شاعر و مقاله‌نویس فرانسوی بود. وی در پاریس به دنیا آمد و درگذشت.

## زندگی‌نامه
پس از سقوط فرانسه در طول جنگ جهانی دوم، روا به عنوان اسیر جنگی اسیر شد. وی بعداً فرار کرد و به مقاومت فرانسه پیوست. در ابتدا با راست سیاسی همراه بود، در سال ۱۹۴۳ روا تحت تأثیر لویی آراگون به سمت چپ رفت و به حزب کمونیست فرانسه پیوست و آشکارا به فاشیسم و هواداران ویشی حمله کرد. وی پس از سرکوب انقلاب مجارستان در سال ۱۹۵۶، حزب کمونیست را ترک کرد و به عنوان یکی از مشارکت کنندگان در Le Nouvel Observator، به موضعی برای چپ ضد توتالیتر تبدیل شد. وی اعلامیه ۱۲۱ طرفدار استقلال الجزایر امضا کرد.

## آثار

### غیر داستانی
- - Défense de la littérature, idées, folio
  - Moi je, Gallimard, 1969 ; Folio, 1978
  - Nous, Gallimard, 1972 ; Folio, 1980
  - Somme toute, Gallimard, 1976 ; Folio, 1982. Prix Saint-Simon 1976
  - Permis de séjour, 1977-1982, Gallimard, 1983 ; Folio, 1987
  - La Fleur du temps, 1983-1987, Gallimard, 1988 ; Folio, 1992
  - L'Étonnement du voyageur، 1987-1989, Gallimard, 1990, prix France Culture
  - Le Rivage des jours, 1990-1991, Gallimard, 1992
  - Les Rencontres des jours, 1992-1993, Gallimard, 1995 ; Folio, 1996
  - Chemins croisés, 1994-1995, Gallimard, 1997

### رمان‌ها
- La nuit est le manteau des pauvres، گالیمارد، ۱۹۴۹
- À tort ou à raison، گالیمارد، ۱۹۵۵
- Le Soleil sur la terre، گالیمارد، ۱۹۵۶
- Le Malheur d'aimer، گالیمارد، ۱۹۵۸، Folio، ۱۹۷۴
- Léone et les siens، گالیمارد، ۱۹۶۳
- La Dérobée , Gallimard، ۱۹۶۸
- La Traversée du pont des Arts، گالیمارد، ۱۹۷۹، Folio، ۱۹۸۳
- L'Ami lointain، گالیمارد، ۱۹۸۷، Folio، ۱۹۹۰

### شعر
- L'Enfance de l'Art، الجزایر ۱۹۴۲
- Clair comme le jour، ۱۹۴۳
- آراگون، ۱۹۴۵
- Le bestiaire des amants، ۱۹۴۶
- La nuit est le manteau des pauvres، ۱۹۴۸
- Le Poète mineur، گالیمارد، ۱۹۴۹
- L'Élegie des lieux communs، ۱۹۵۲
- La Chine dans un miroir، ۱۹۵۳
- Un seul poème، گالیمارد، ۱۹۵۴
- Poésies , Poésie / Gallimard، ۱۹۵۳
- L'amour parle، ۱۹۵۳
- Jules Supervielle، ۱۹۶۴
- La Dérobée، ۱۹۶۸
- Enfantasques , poèmes et collages، گالیمارد، ۱۹۷۴
- Nouvelles Enfantasques , poèmes et collages, Gallimard، ۱۹۷۸
- Sais-tu si nous sommes loore de la mer ؟ گالیمارد، ۱۹۷۹، Poésie / Gallimard، ۱۹۸۳
- l la lisière du temps، گالیمارد، ۱۹۸۴
- Le Voyage d'automne، گالیمارد، ۱۹۸۷
- Le Noir de l'aube، گالیمارد، ۱۹۹۰
- Le Voleur de poèmes: Chine، 250 poèmes dérobés du chinois , Mercure de France، ۱۹۹۱
- Les Pas du silence , suivi de Poèmes en amont , Gallimard، ۱۹۹۳
- Poèmes à pas de loup، ۱۹۹۲–۱۹۹۶، گالیمارد، ۱۹۹۷
- Hommage à Jules Verne , Gallimard، ۱۹۷۰